# Tenente generale
Il grado di tenente generale in molti eserciti al mondo designa, con insegne diverse, un generale superiore a quello di divisione, equiparabile in Italia a generale di corpo d'armata.

## Italia
Nelle forze armate italiane denominato in passato anche luogotenente generale si è alternato nel tempo all'interno della nomenclatura dei gradi militari con il grado di generale di divisione e di generale di corpo d'armata. Attualmente nell'Esercito Italiano il grado è presente nei corpi logistici e nei servizi.

### Regio Esercito
In Italia, precedentemente al primo conflitto mondiale, i gradi degli ufficiali generali del Regio Esercito erano tre: maggior generale, Tenente generale e generale d'esercito, cui si aggiunse alla vigilia del primo conflitto mondiale il grado di Generale in comando d'armata, intermedio tra tenente generale e generale d'esercito.
Distintivo di grado precedentemente la prima guerra mondiale
| Distintivo di grado |                            |                            |
| Grado               | Distintivo di grado (1870) | Distintivo di grado (1908) |

Nel corso della prima guerra mondiale per distinguere meglio gli incarichi di comando, nel Regio Esercito i gradi gerarchici degli ufficiali generali passarono da 3 a 8.
La massima suddivisione si ebbe nel 1918 quando il grado di colonnello in comando di brigata venne trasformato in brigadier generale ed inserito nella categoria degli ufficiali generali; durante il conflitto il grado di maggior generale venne suddiviso in maggior generale in comando di brigata e maggior generale in comando di divisione e il grado di tenente generale venne suddiviso in Tenente generale in comando di divisione, Tenente generale in comando di corpo d'armata e vennero istituiti i gradi di Tenente generale in comando di armata e tenente generale capo di stato maggiore dell'esercito.
Distintivo di grado durante la prima guerra mondiale
| Paramano |                                             |                                              |                                               |                                          |
| Grado    | Tenente generale capo di SM esercito (1918) | Tenente generale in comando di armata (1918) | Tenente generale in comando di corpo d'armata | Tenente generale in comando di divisione |

Con la riforma dei gradi degli anni venti i gradi di:
- brigadier generale
- maggior generale in comando di brigata

ridenominati generale di brigata;
- maggior generale in comando di divisione
- Tenente generale in comando di divisione

ridenominati generale di divisione;
- Tenente generale in comando di corpo d'armata

ridenominato generale di corpo d'armata
- Tenente generale in comando di armata

ridenominato generale designato d'armata, (corrispondente all'odierno Generale di corpo d'armata con incarichi speciali), mentre per i corpi non combattenti per i servizi i gradi corrispondenti erano maggior generale, tenente generale e generale ispettore rimasti in vigore fino alla fine della seconda guerra mondiale.

### Esercito Italiano
Dopo la proclamazione della Repubblica e il cambio di denominazione del Regio Esercito in Esercito Italiano i gradi dei generali erano tre:
- generale di brigata;
- generale di divisione;
- generale di corpo d'armata.

Tali gradi esistevano solo nelle "armi combattenti" mentre nei corpi di supporto fino al 1997 i gradi erano i seguenti:
- maggior generale (corrispondente al generale di brigata);
- tenente generale (corrispondente al generale di divisione);
- generale ispettore d'arma/corpo o servizio (corrispondente al generale di corpo d'armata).

Nel 1997 i gradi degli ufficiali generali vennero uniformati sul modello anglosassone e ridenominati da generale di brigata, generale di divisione e generale di corpo d'armata, rispettivamente in brigadier generale, maggior generale, tenente generale. Venne inoltre istituito, per il solo capo di stato maggiore della difesa, il grado a quattro stelle di generale.
Dal 16 dicembre 2004 per effetto della legge 2 dicembre 2004 n.299 le denominazioni per gli ufficiali generali provenienti dalle "Armi" sono tornate le classiche "generale di brigata, generale di divisione e generale di corpo d'armata" mentre nei corpi logistici si e tornati all'antica, mantenendo pero il grado di brigadier generale, che fino al 1997 nei servizi non esisteva e le denominazioni di brigadier generale, maggior generale e tenente generale sono rimaste in vigore per gli ufficiali generali dei corpi logistici e dei servizi.

### Milizia Volontaria per la Sicurezza Nazionale
Nell'Italia fascista nella Milizia Volontaria per la Sicurezza Nazionale vi erano i gradi di luogotenente generale e di luogotenente generale capo di stato maggiore, omologhi rispettivamente del generale di divisione e del generale di corpo d'armata del Regio Esercito. Per il Capo di Stato Maggiore era prevista una corona reale d’oro su panno posta al di sotto del distintivo di grado, sulla parte superiore del paramano.
| Paramano |                                              |                       |
| Grado    | Luogotenente generale Capo di Stato Maggiore | luogotenente generale |

### Regia Marina
Nella Regia Marina a partire dal 1904 fino al 1946 e poi dopo la proclamazione della Repubblica nella Marina Militare fino alla riforma del 1973 i gradi degli ufficiali dei corpi tecnici e logistici avevano le stesse denominazioni in uso nell'Esercito italiano, e il tenente generale era equivalente all'ammiraglio di divisione mentre il generale ispettore era equivalente all'ammiraglio di squadra e il maggior generale al contrammiraglio. Dopo la riforma delle denominazioni dei gradi della Marina Militare introdotta con la legge 16 aprile 1973, n. 174, gli ufficiali dei corpi tecnici portano gli stessi gradi degli altri ufficiali del Corpo di stato maggiore della Marina Militare, con l'aggiunta dei suffissi "(AN)", "(GN)", "(SAN)", "(CM)", "(CP)" ad eccezione dei gradi di ammiraglio di divisione e ammiraglio di squadra che divennero rispettivamente ammiraglio ispettore e ammiraglio ispettore capo.
Nella Regia Marina il grado di tenente generale venne istituito nei corpi tecnici, logisici e sanitario nel 1904 in sostituzione del grado di ispettore generale e nel 1919, con la denominazione di Tenente generale di porto, nel Corpo delle Capitanerie di porto, quando, con Regio decreto nº 2349 del 27 novembre 1919, venne istituito il Corpo delle Capitanerie di Porto, che, dopo che con la prima guerra mondiale aveva avuto tutti gli appartenenti al Corpo militarizzati, divenne militare definitivamente a tutti gli effetti, e dal 1923 divenne un Corpo della Regia Marina, alle dipendenze dal Ministero della marina mercantile per quanto riguarda le sue funzioni e dal Ministero della marina in materia di stato giuridico, di reclutamento, di disciplina e di progressione nei gradi. Il grado tra gli ufficiali di vascello era inizialmente omologo del viceammiraglio e dal 1926, con il riordino dei gradi degli ammiragli della Regia Marina all'ammiraglio di divisione. La denominazione di tenente generale e di tenente generale di porto è rimasta in vigore anche dopo la proclamazione della Repubblica, nella Marina Militare, per i corpi tecnici e logistici fino al 1973, quando, dopo la riforma delle denominazioni dei gradi della Marina Militare introdotta con la legge 16 aprile 1973, n. 174, gli ufficiali dei corpi tecnici portano gli stessi gradi degli altri ufficiali del Corpo di stato maggiore della Marina Militare, con l'aggiunta dei suffissi "(AN)", "(GN)", "(SAN)", "(CM)", "(CP)"; e il grado di tenente generale venne ridenominato ammiraglio ispettore.
| Gradi degli ufficiali generali dei corpi tecnici e logistici fino al 1923 | Gradi degli ufficiali generali dei corpi tecnici e logistici fino al 1923 | Gradi degli ufficiali generali dei corpi tecnici e logistici fino al 1923 | Gradi degli ufficiali generali dei corpi tecnici e logistici fino al 1923 | Gradi degli ufficiali generali dei corpi tecnici e logistici fino al 1923 | Gradi degli ufficiali generali dei corpi tecnici e logistici fino al 1923 |
| Ufficiali del Corpo del Genio Navale                                      | Ufficiali macchinisti                                                     | Ufficiali specialisti per le armi navali (dal 1918 al 1919)               | Ufficiali del Corpo Sanitario                                             | Ufficiali del Corpo del Commissariato                                     | Distintivo (sottopannatura rossa a titolo esemplificativo)                |
| ------------------------------------------------------------------------- | ------------------------------------------------------------------------- | ------------------------------------------------------------------------- | ------------------------------------------------------------------------- | ------------------------------------------------------------------------- | ------------------------------------------------------------------------- |
| ispettore generale delle costruzioni navali (dal 1878 al 1904)            | tenente generale macchinista (dal 1913 al 1923)                           | tenente generale (dal 1918 al 1919)                                       | medico ispettore generale (dal 1875 al 1904)                              | ispettore generale (dal 1875 al 1904)                                     |                                                                           |
| tenente generale delle costruzioni navali (dal 1904 al 1923)              | tenente generale macchinista (dal 1913 al 1923)                           | tenente generale (dal 1918 al 1919)                                       | tenente generale medico (dal 1904 al 1923)                                | tenente generale commissario (dal 1904 al 1923)                           |                                                                           |

### Regno delle Due Sicilie
Nel Real Esercito del Regno delle Due Sicilie fra i gradi degli ufficiali generali, il grado di Tenente generale era il secondo più alto della gerarchia militare, inferiore solamente a Capitano generale e superiore a maresciallo di campo. Il distintivo di grado era costituito da due spalline con ricamo dorato con corona e due gigli in oro.

## Argentina
Nell'Ejército Argentino, il grado di "Teniente general" è riservato al Jefe del Estado mayor general del Ejército o al Capo di Stato maggiore delle forze armate (Jefe del Estado Mayor Conjunto de las Fuerzas Armadas Argentinas), nel caso questo fosse un generale dell'esercito.

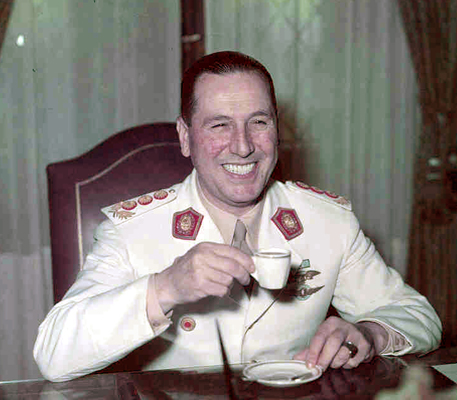
Peron in divisa da Tenente generale

In tempi recenti questo grado può anche essere conferito ad un generale che non occupa necessariamente la carica di Jefe del Estado mayor general del Ejército o al Capo di Stato maggiore delle forze armate (Jefe del Estado Mayor Conjunto de las Fuerzas Armadas Argentinas) come nel caso el tenente generale Daniel Camponovo, che in qualità di General de División è stato comandante operativo delle forze armate (dipendente dal capo di stato maggiore congiunto delle forze armate), e nel luglio 2010 è stato promosso al grado del tenente generale, ritirandosi dal servizio alla fine del 2010 e quella carica è attualmente ricoperta da un generale di divisione.
Il grado di Tenente generale dell'Esercito argentino è equivalente al generale a quattro stelle degli eserciti della NATO e il distintivo di grado è costituito da quattro soli bordati di rosso; precedentemente al 1991 conteneva solo tre soli.
Nella gerarchia militare il grado è equivalente a quello di almirante della Armada e a quello di brigadier general della Fuerza Aérea.
Ricoprivano il grado di Teniente general la maggior parte dei Presidenti della Repubblica delle giunte militari che hanno guidato l'Argentina tra il 1955 e il 1983.
Fecero eccezione il generale di brigata Roberto Marcelo Levingston, che ricoprì tale carica dal 18 giugno 1970 al 22 marzo 1971 e nelle ultime due giunte militari del Processo di riorganizzazione nazionale i generali di divisione Alfred Oscar Saint Jean e Reynaldo Bignone.
Anche Juan Domingo Perón Presidente dell'Argentina, proveniente dall'Ejército Argentino, ma regolarmente eletto aveva raggiunto il grado di Teniente general.

## Giappone
Perché nessun grado di brigadier generale viene utilizzato in Giappone, il tenente generale è la posizione che ricopre il comandante di divisione. Pertanto, corrisponde anche al generale di divisione, come in paesi quali il Brasile e il Cile.

In passato, Rikugun-chūjō (giapponese 陸軍中将) nell'Esercito Imperiale giapponese era equivalente a tenente generale, nella corrente Forza d'Autodifesa Terrestre giapponese, equivale a Rikushō (giapponese 陸将) e Kūshō (giapponese 空将) nella Forza d'Autodifesa Aerea giapponese.

## Germania
Nelle forze armate tedesche, nell'Esercito e nell'Aeronautica il grado è Generalleutnant corrispondente al grado di generale di corpo d'armata dell'Esercito Italiano.
Dal 1871 al 1945 sia nell'esercito tedesco dell'epoca imperiale, sia nell'esercito della Repubblica di Weimar, sia nell'Esercito e nella Luftwaffe della Wehrmacht durante il Terzo Reich, il grado corrispondeva a quello di generale di divisione.
Dopo la seconda guerra mondiale, a partire dal 1955, le Forze armate tedesche sia quelle della Germania Ovest, sia poi a partire dal 1990, quelle poi della Germania riunificata hanno seguito la comparazione dei gradi degli eserciti degli stati membri della NATO e per l'esercito e l'aeronautica militare tedesca la gerarchia degli ufficiali generali è la seguente: Brigadegeneral – Generalmajor – Generalleutnant – General. Le forze armate della Repubblica Democratica Tedesca invece hanno seguito il modello dei gradi dei paesi del patto di Varsavia e per gli ufficiali generali era in vigore la seguente gerarchia dei gradi: Generalmajor – tenente generale – Generaloberst (colonnello generale) – Armeegeneral – maresciallo della Repubblica Democratica Tedesca.

## Regno Unito
Nelle forze armate britanniche Tenente generale (abbreviato: Lt Gen) è un grado nel British Army e nei Royal Marines ed è gerarchicamente equivalente al grado di generale di corpo d'armata dell'Esercito Italiano e dell'Arma dei Carabinieri.
Il grado di tenente generale è superiore al maggior generale e inferiore a generale. Il grado ha un codice di grado NATO OF-8, equivalente a un vice ammiraglio della Royal Navy e un maresciallo dell'aria nella Royal Air Force (RAF) e nelle forze aeree di molti paesi del Commonwealth.
Il distintivo di grado sia per il British Army sia per i Royal Marines è una corona su una sciabola e un bastone incrociati. Dall'incoronazione della regina Elisabetta II, è stata raffigurata la corona di Sant'Edoardo, comunemente nota come la corona della regina; precedentemente al 1953, veniva utilizzata la corona Tudor, comunemente nota come corona del re.
Generalmente coloro che ricoprono il grado di tenente generale vengono posti al comando di un corpo d'armata. Il comandante dell'Allied Rapid Reactions Corps, il Corpo di Reazione Rapida della NATO è un tenente generale britannico.
Fino al 1996 il comandante generale dei Royal Marines era un tenente generale; a partire dal 1996 il comandante generale è un maggior generale. Tuttavia essendo le posizioni di vertice nelle forze armate britanniche aperte agli ufficiali di diverse armi e corpi, gli ufficiali dei Royal Marines possono raggiungere, e raggiungono, il grado di tenente generale, quando distaccati nelle forze congiunte o negli uffici del Ministero della difesa, come il tenente generale Sir Robert Fry, il tenente generale Sir James Dutton e il tenente generale Sir David Capewell.
Nella Royal Air Force il grado di Lieutenant general è stato presente dal 1º aprile 1918 al 31 luglio 1919, quando venne sostituito dal grado di maresciallo dell'aria.

### Commonwealth
Il grado è presente con simili distintivi di grado nelle forze armate dei paesi del Commonwealth.

Lieutenant general (Australian Army)
Lieutenant general (Bangladesh Army)
Lieutenant general (Canadian Army)
Lieutenant general (Indian Army)
Lieutenant general (Pakistan Army)

## Stati Uniti d'America
Nelle forze armate statunitensi che prevedono questo grado (U.S. Army, USMC e USAF) un tenente generale (Lieutenant General) è anche chiamato "generale a tre stelle", per via delle tre stelle che campeggiano sull'uniforme.
Per buona parte della prima metà del XIX secolo questo grado, come quello di full General, esistette solo sulla carta. Fino alla guerra di secessione statunitense, il solo ufficiale che sia mai stato promosso a titolo onorario a tale grado fu Winfield Scott, nel 1855. George Washington fu elencato come tenente generale dell'Esercito continentale dopo la sua morte, dal momento che mostrava sulla divisa una spallina con tre stelle ma il titolo di cui attualmente è accreditato fu quello di generale e comandante in capo. La prima promozione a pieno titolo a tenente generale fu quella di Ulysses S. Grant, elevato a questo grado e a quello di comandante generale delle forze armate unioniste nel 1864.
Controspallina di Lieutenant general

U.S. Army
U.S. Marine Corps
USAF and U.S. Space Force

Bandiera di Lieutenant general

U.S. Army
U.S. Marine Corps
USAF
U.S. Space Force

## Impero russo
Nell'Esercito imperiale russo il grado di tenente generale fu introdotto da Pietro il Grande nella Tavola dei ranghi della Russia imperiale; allo stesso tempo, praticamente come sinonimo, veniva utilizzato il grado di General poručik, che veniva utilizzato nei "reggimenti stranieri" russi nel XVII secolo, a causa dell'equivalenza dei termini poručik e tenente. Nella seconda metà della Guerra del Nord, il grado di tenente generale estromise il grado di general poručik. Il grado di Tenente generale (russo: General lejtenent; traslitterato: Генерал-лейтенант) era superiore a maggior generale (russo: General major; traslitterato: Генерал-мaйор) e inferiore a generale d'armata (russo: General roda vojsk; traslitterato: Генерал рода войск). La zarina Elisabetta, che regnò dal 1741, fino alla morte nel 1762, nel 1741 ripristinò la denominazione del grado di General poručik (cirillico: генерал-поручик), denominazione perdurata fino al 1796; dal 1798 la denominazione del grado è stata Tenente generale ad eccezione dell'arma di artiglieria nella quale la denominazione del grado è rimasta General poručik. Fino al 1917 un Tenente generale era destinato al comando di una Divisione o di un corpo d'armata, anche se durante la prima guerra mondiale alcuni di loro ebbero il comando di un'armata e anche l'ultimo Comandante in capo dell'Esercito imperiale russo Nikolaj Nikolaevič Duchonin aveva il grado di Tenente generale.
| Gradi militari dell'Impero russo fino al 1917     |                                                                                   |                                                                                         |
| grado inferiore: Maggior generale (Генерал-майор) | Tenente generale (Генерал-лейтенант) 1741—1796: General poručik (Генерал-поручик) | grado superiore: generale d'armata (Генерал арmии) generale d'arma (Генерал рода войск) |

## Unione Sovietica, Russia e paesi del Patto di Varsavia
Nei paesi del Patto di Varsavia il grado di tenente generale corrispondeva a quello di generale di divisione; per gli ufficiali generali, era in vigore la seguente gerarchia dei gradi: maggior generale – tenente generale – colonnello generale – generale d'armata – maresciallo. Tale scala gerarchica è ancora in vigore nelle forze armate della Federazione Russa. Negli anni successivi alla rivoluzione russa del 1917 i gradi vennero aboliti insieme all'abolizione della tavola dei ranghi della Russia imperiale e vennero sostituiti con incarichi funzionali: il grado di tenente generale venne sostituito da Komdiv, acronimo di comandante di divisione. I gradi tradizionali vennero ristabiliti alla vigilia della seconda guerra mondiale.
Tra coloro che nell'Armata Rossa ricoprirono il grado di Tenente generale Michail Kalašnikov, eroe dell'Unione Sovietica ed inventore del fucile automatico AK-47.

## Nel mondo

Dagar Jenral (Afghan National Army)
Teniente General (Ejército Argentino)
Lieutenant general (Australian Army)
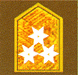
Generalleutnant (Bundesheer (Austria))
Lieutenant general (Bangladesh Army)
Lt général / Lt generaal (Belgio)
General pukovnik (Bosnia-Erzegovina)
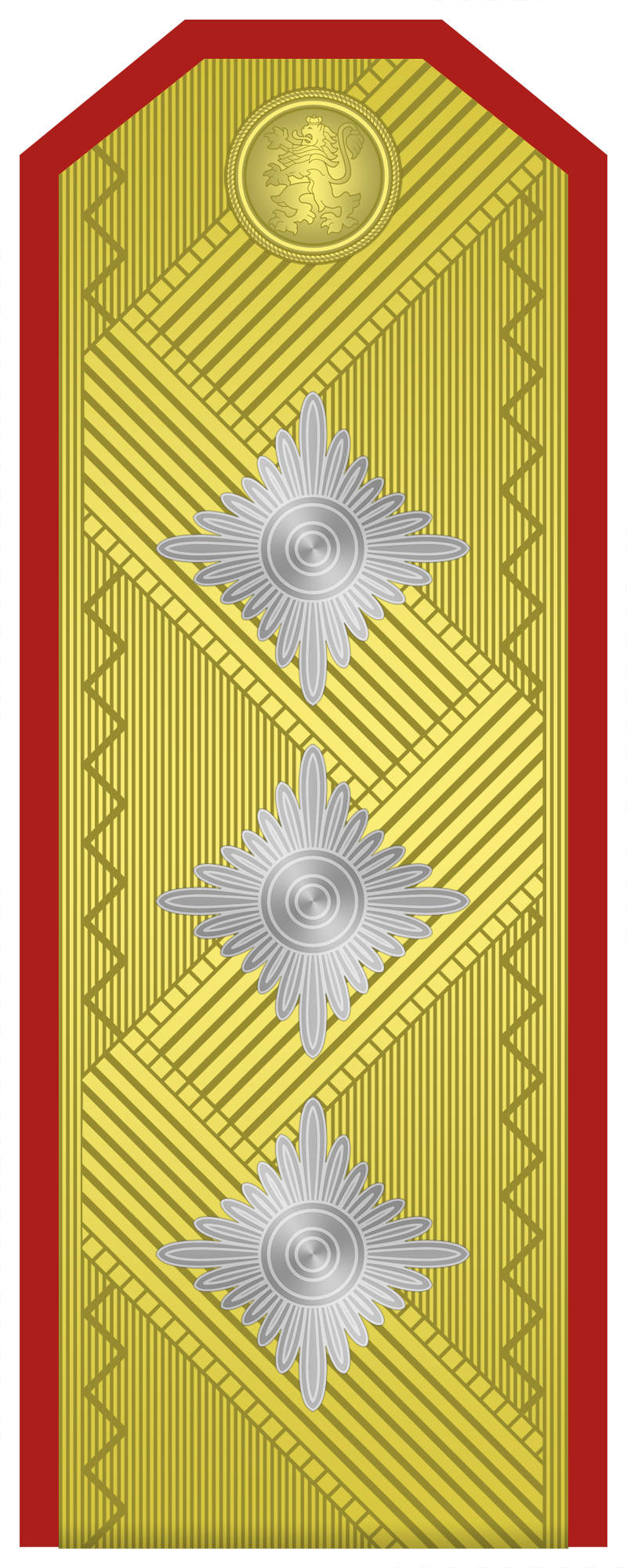
Генерал-лейтенант (Bulgaria)
Lieutenant general (Canadian Army)
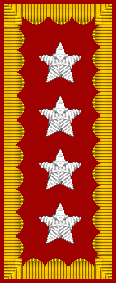
Teninete General (Ejército de Chile)
Zhong Jiang (Cina)
General pukovnik (Croazia)
Generálporučík (ERepubblica ceca)
Generalløjtnant (Hæren (Danimarca))
Fārīq -فريق (Egitto)
Kindralleitnant (Estonian Land Forces)
Tenyente Heneral (Philippine Army)
Kenraaliluutnantti / generallöjtnant (Finlandia)
გენერალ ლეიტენანტი (Georgia)
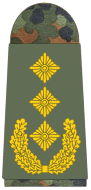
Generalleutnant (Heer (Germania)))
陸将 (Rikushō) (Giappone)
Antistratigos Αντιστράτηγος (Grecia)
Lieutenant general (Indian Army)
Letnan Jenderal (Esercito (Indonesia))
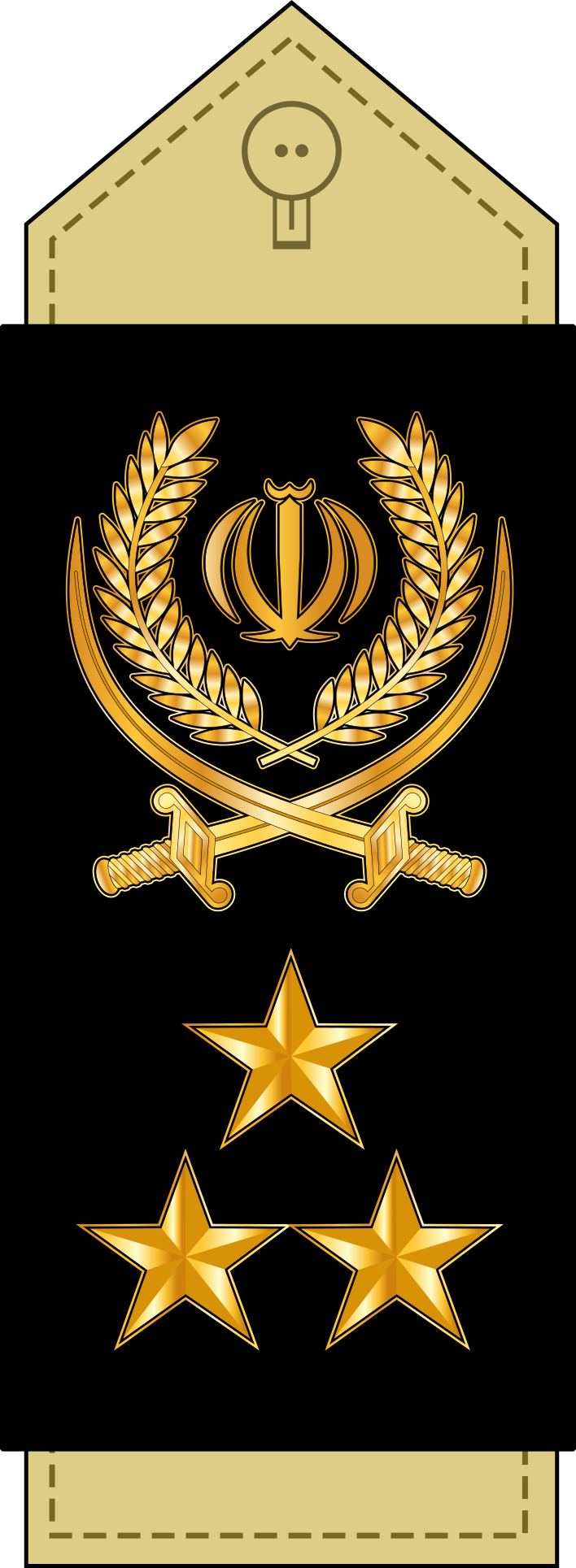
Sepahbad (Iran (Esercito))
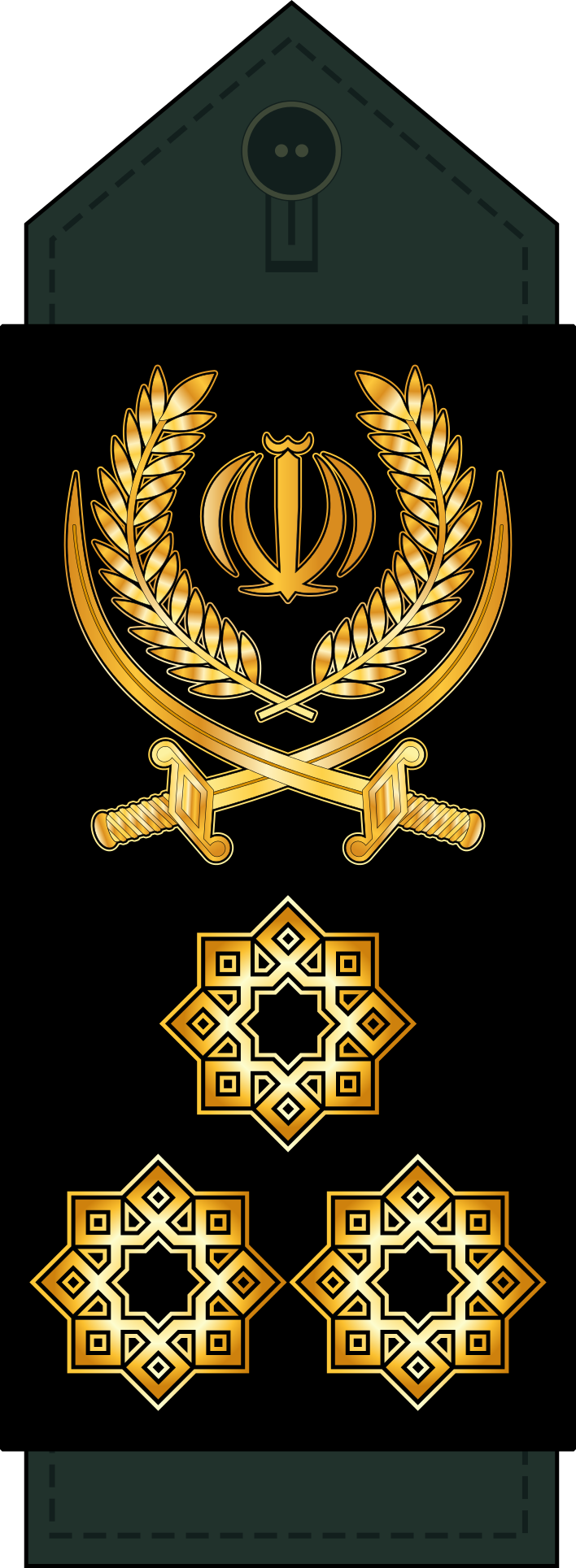
Sepahbad (Iran (pāsdārān))
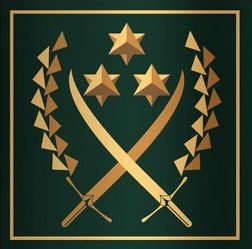
Gjenerallejtnant Forza di Sicurezza (Kosovo)
Генерал потполковник (general potpolkovnik) (Macedonia del Nord)
Generalløytnant (Kongelige Hæren (Norvegia))
Luitenant-generaal (Landmacht (Paesi Bassi))
Lieutenant general (Pakistan Army)
Generał broni (Wojska Lądowe (Polonia))
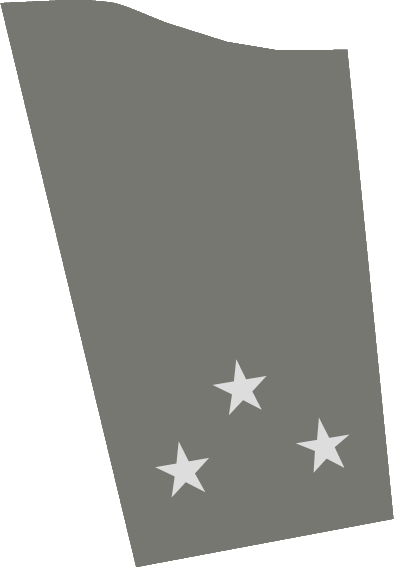
Tenente-general (Exército Português)
Генера́л-лейтена́нт (Russia)
Lieutenant General (Singapore)
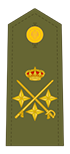
Teniente general (Ejército de Tierra (Spagna))
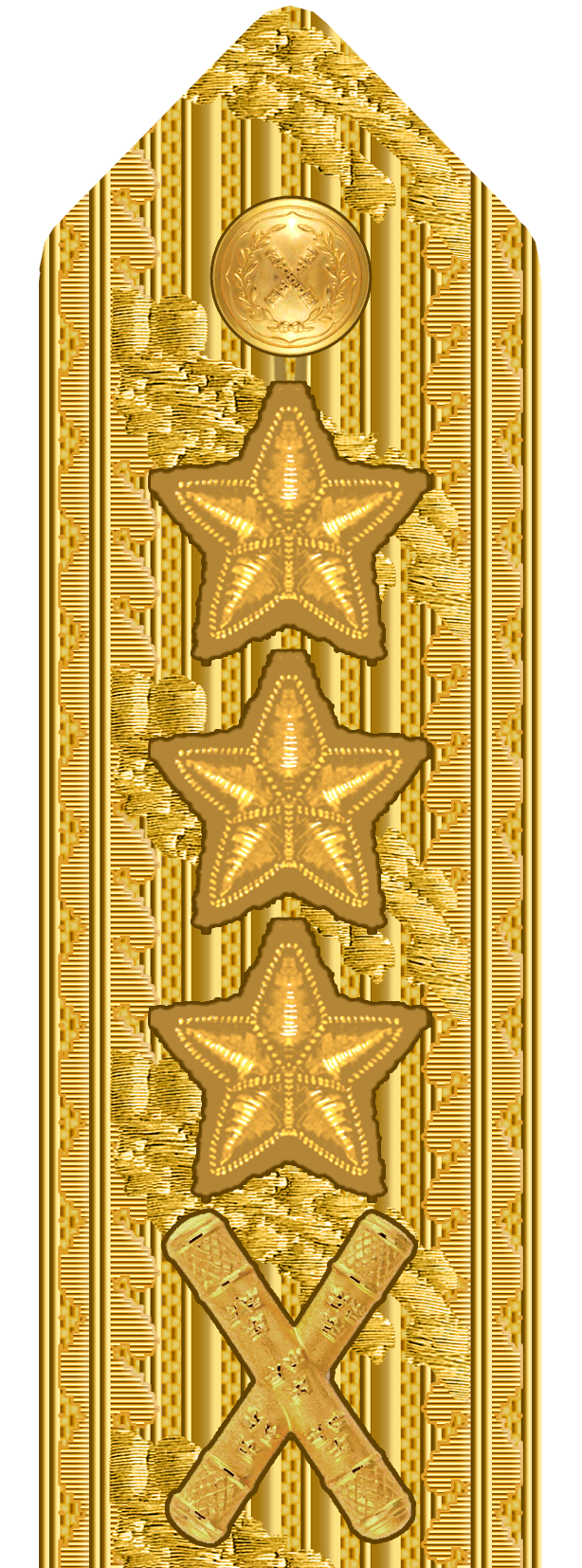
Generallöjtnant (Svezia)
Korpskommandant / Commandant de corps / Comandante di corpo (Esercito svizzero)
Pol tho (Thailandia)
Korgeneral (Türk Kara Kuvvetleri)
Генерал-лейтенант (Ucraina)
Altábornagy (Ungheria)
Lieutenant general (British Army)
Lieutenant general (United States Army)